# Julian Kamecki
Julian Kamecki (ur. 18 stycznia 1909 w Krakowie, zm. 23 kwietnia 1955 tamże) – polski chemik, interesował się przede wszystkim korozją, analizą jakościową i konduktometrią.

## Życiorys
W 1927 ukończył VII Gimnazjum w Krakowie.
14 października 1932 ukończył studia na Wydziale Filozoficznym Uniwersytetu Jagiellońskiego – magister filozofii w zakresie chemii. 7 listopada 1934 uzyskał doktorat w Zakładzie Fizyki Wydziału Filozoficznego Uniwersytetu Jagiellońskiego. W latach 1932–1939 był wykładowcą w Akademii Górniczej w Krakowie. W latach 1931–1939 pracował w Zakładzie Chemii na Uniwersytecie Jagiellońskim.
17 sierpnia 1939 stopień naukowy doktora habilitowanego Julianowi Kameckiemu nadała Rada Naukowa Wydziału Filozoficznego Uniwersytetu Jagiellońskiego w zakresie chemii nieorganicznej oraz chemii fizycznej. Od września 1939 docent w zakresie chemii nieorganicznej i elektrochemii.

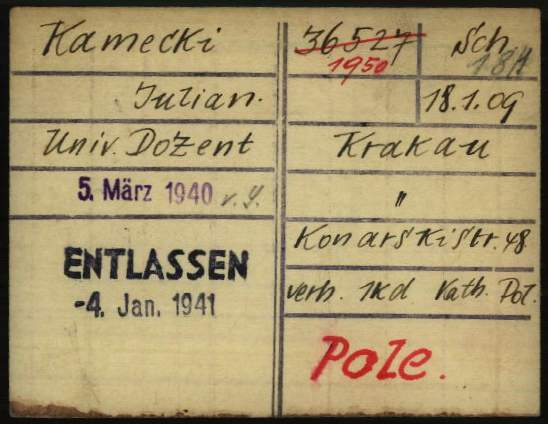
Karta rejestracyjna Juliana Kameckiego jako więźnia w nazistowskim obozie koncentracyjnym w Dachau

6 listopada 1939 roku został aresztowany z grupą wykładowców uczelni krakowskich przez hitlerowców w czasie Sonderaktion Krakau, więziony w Krakowie. Od listopada 1939 był więźniem obozów koncentracyjnych w: Dachau i Sachsenhausen. 6 stycznia 1941 został zwolniony. Od stycznia 1941 do lutego 1945 był robotnikiem w miejskich wodociągach oraz kierownikiem laboratorium w fabryce chemiczno-farmaceutycznej dr A. Wandera w Krakowie. W latach 1942–1944 był wykładowcą na tajnym Uniwersytecie Jagiellońskim. Po wyzwoleniu Krakowa – od lutego do sierpnia 1945 pracował na stanowisku zastępcy profesora na Uniwersytecie Jagiellońskim i w Akademii Górniczej w Krakowie.
Od 15 września do 30 grudnia 1945 był wykładowcą Politechniki Gdańskiej, pełnił funkcje organizatora i kierownika Katedry Chemii Fizycznej na Wydziale Chemicznym.
W styczniu 1946 wyjechał do Krakowa, od stycznia 1946 do kwietnia 1955 pracował w Akademii Górniczo-Hutniczej, od listopada 1946 na stanowisku profesora zwyczajnego. Od października 1947 do września 1948 pełnił funkcję prodziekana Wydziału Hutniczego Akademii Górniczo-Hutniczej. Był wykładowcą w Wyższej Szkole Ekonomicznej w Krakowie i Wyższej Szkole Pedagogicznej w Katowicach.
Był autorem ponad 100 publikacji na temat korozji, chemii fizycznej, elektrochemii, termochemii, konduktometrii, współtwórcą 2 patentów, m.in.: otrzymywanie stopu łożyskowego Pb-Ca-Na na drodze elektrolizy stopionych chlorków wapnia i sodu (1954). Był promotorem 2 doktorów.
Należał do Polskiego Towarzystwa Chemicznego, gdzie był członkiem Zarządu Głównego, a w latach 1948–1949 pełnił funkcję przewodniczącego oddziału krakowskiego. Należał też do Związku Nauczycielstwa Polskiego i Polskiego Komitetu Normalizacyjnego.
W 1951 roku został wybrany członkiem korespondentem Polskiej Akademii Umiejętności.
Zmarł nagle 23 kwietnia 1955 roku. Został pochowany na cmentarzu Rakowickim w Krakowie (kwatera IIIa-zach.).

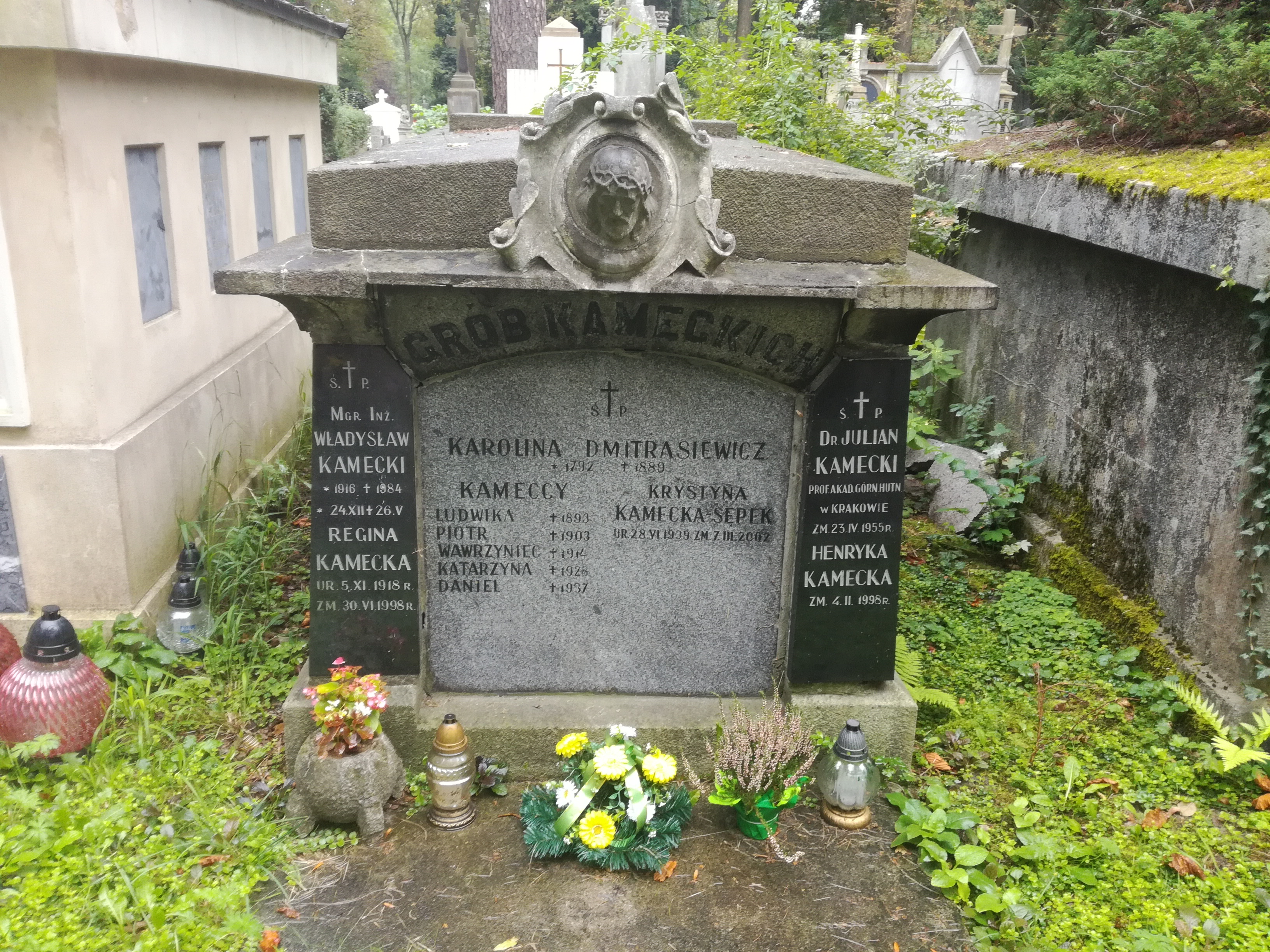
Grób prof. Juliana Kameckiego na cmentarzu Rakowickim

## Publikacje
- Chemia fizyczna i elektrochemia, cz. 3, Kraków 1951
- Metale i stopy, Warszawa 1949
- Zarys chemii fizycznej, część I, Kraków 1946

## Nagrody, wyróżnienia, odznaczenia
- Złoty Krzyż Zasługi (1954)[5]
- Medal Zwycięstwa i Wolności 1945
- Medal 10-lecia Polski Ludowej (1955)